# Приморская (река, впадает в Калининградский залив)
Приморская (Гермауер Мюленфлюс) — река в России, протекает по территории Балтийского и Зеленоградского районов Калининградской области. Впадает в Калининградский залив Балтийского моря. Длина реки — 15 км, площадь водосборного бассейна — 126 км².

## География и гидрология
Исток реки находится около посёлка Поваровка. Устье — Вислинский залив. Протекает через Приморск.

## Притоки
- В 1 км от устья, по правому берегу реки Приморская впадает река Садовая[2].

## Данные водного реестра
По данным государственного водного реестра России относится к Балтийскому бассейновому округу, водохозяйственный участок реки — Преголя. Относится к речному бассейну реки Неман и рекам бассейна Балтийского моря (российская часть в Калининградской области).
Код объекта в государственном водном реестре — 01010000212104300010770.